# أ. إليزابيث آدامز
أ. إليزابيث آدامز (بالإنجليزية: A. Elizabeth Adams)‏ هي أستاذة جامعية وعالمة حيوانات أمريكية، ولدت في 28 مارس 1892، وتوفيت في 15 فبراير 1962 في South Hadley, Massachusetts ‏ في الولايات المتحدة.